# Steve Omischl
Steve Omischl, né le 16 novembre 1978 à North Bay, est un skieur acrobatique canadien.

## Palmarès

### Championnats du Monde
- Championnats du monde de 2003 à Deer Valley (États-Unis) :
  -  Médaille de bronze en Saut.
- Championnats du monde de 2005 à Ruka (Finlande) :
  -  Médaille d'or en Saut.
- Championnats du monde de 2007 à Madonna di Campiglio (Italie) :
  -  Médaille de bronze en Saut.

### Coupe du monde
- 2 gros globe de cristal :
  - Vainqueur du classement général en 2004 et 2008.
- 4 petits globe de cristal :
  - Vainqueur du classement sauts en 2004, 2007, 2008 et 2009.
- 40 podiums dont 20 victoires en saut acrobatique.